# Hugo Hildebrandsson
Hugo Hildebrand Hildebrandsson (født 19. august 1838 i Stockholm, død 29. juli 1925) var en svensk universitetslærer og meteorolog.
Hildebrandsson blev student fra Uppsala 1858, studerede fysik og blev 1866 dr. phil. og docent i fysik ved Uppsala Universitet. Efter en rejse til en stor del europæiske centrer for meteorologi udgav Hildebrandsson 1870: Om organisationen af den meteorologiske verksamheten i utlandet samt förslag till dess ordnande i Sverige, der blev lagt til grund for indførelse af regelmæssige, meteorologiske iagttagelser i Sverige. Hildebrandsson var 1878—1907 professor og forstander for det meteorologiske observatorium i Uppsala og havde allerede her i flere år arbejdet ivrig på at inddrage iagttagelser af skyernes drift (såvel de 
lavere som de højere svævende) i de almindelige, meteorologiske observationer. I 1871—1882 anordnede han ved et større antal stationer systematisk observation over frostnætter, tordenvejr med mere. Hildebrandsson udgav 1874 Essai sur les courants supérieurs de l’atmosphère dans leur relation aux lignes isobarométriques, som gav stødet til stationer for lignende observationer i næsten alle europæiske lande, 1877 Atlas des mouvements supérieurs de l'atmosphère, 1879 Sur la classification des nuages med fotografier over skyformerne, 1881 Die meteorologischen Beobachtungen während der Vega-Expedition, 1883 Sur la distribution des elements météorologiques autour des minima et des maxima barométriques. I 1887 udgav Hildebrandsson sammen med Mohn i Kristiania Les orages dans la péninsule scandinave og 1890 sammen med Köppen og Neumayer i Hamborg Wolken-Atlas. Desuden har Hildebrandsson skrevet artikler om nordlys, luftens fugtighed, skyernes drift med mere, Samling af bemärkelsedagar, tecken, märken, ordspråk och skrock rörande väderleken (1883). 1900—1907 var Hildebrandsson generalsekretær i den permanente internationale meteorologiske kommission for ensartet ledelse af meteorologisk virksomhed.